# Retifanlimab
O Retifanlimab, vendido sob o nome comercial Zynyz, é um medicamento usado no tratamento do carcinoma de células de Merkel. Especificamente, é usado em casos de doença avançada. A administração é feita por injeção intravenosa.
Os efeitos secundários mais comuns incluem cansaço, dores musculares, comichão, diarreia, febre e náuseas. Outros efeitos secundários podem incluir doenças mediadas pelo sistema imunitário, como hepatite, colite e pneumonite, bem como reacções associadas à perfusão. A utilização durante a gravidez pode prejudicar o feto. É um anticorpo monoclonal que bloqueia o receptor de morte programada-1 (PD-1).
O retifanlimab foi aprovado para uso médico nos Estados Unidos em 2023. Nesse mesmo ano, nos Estados Unidos, o custo por dose rondava os 15 000 dólares americanos.